# Винг, Анна
Дама Анна Эва Лидия Кэтрин Винг (англ. Dame Anna Eva Lydia Catherine Wing; 30 октября 1914, Хэкни, Лондон — 7 июля 2013) — английская актриса.

## Биография
Анна Эва Лидия Кэтрин Винг родилась 30 октября 1914 года в Хэкни (Лондон, Англия, Великобритания).

## Карьера
Анна снималась в кино с 1938 года и сыграла более чем в ста фильмах и телесериалах.

## Личная жизнь
Анна развелась, у неё трое взрослых детей. Она проживала в Фицровии (Лондон, Англия, Великобритания) и скончалась 7 июля 2013 года.

## Фильмография
- 1962 — Соната призраков / The Ghost Sonata — повар
- 1963 — Билли-лжец / Billy Liar — г-жа Крэбтри
- 1970 — Обличье сатаны / Blood on Satan’s Claw — сельская жительница
- 1973 — Кукольный дом / A Doll’s House — Анна-Мария
- 1973 — Четырнадцать / The 14 — госпожа Бут
- 1975 — Голый чиновник / The Naked Civil Servant — старая дама
- 1977 — Замкнутый круг / Full Circle — Роза Флад
- 1977 — Провидение / Providence — Карен
- 1978 — Собака Баскервилей / The Hound of the Baskervilles — дама с сосисками и картофельным пюре
- 1980 — Странный ребёнок / The Godsend — г-жа Тавернер
- 1983 — Экстро / Xtro — миссис Гудман
- 1983 — Обед пахаря / The Ploughman’s Lunch — женщина, читающая стихи